# Anica in grozovitež
Anica in grozovitež je sodobna slovenska pravljica o deklici, ki je glavni lik desetih knjig iz zbirke Anica pisateljice Dese Muck. Knjiga je izšla leta 2004 pri založbi Mladinska knjiga. Leta 2017 je po zgodbi nastala istoimenska gledališka predstava v produkciji Založbe Muck Blažina, režija Zala Sajko (hči Dese Muck), igrata Eva Stražar in Lea Cok. Gledališka predstava je namenjena otrokom v starosti 4 do 11 let.
Knjigo in hkrati tudi celotno zbirko je ilustrirala Ana Košir.

## Vsebina
Aničini starši so se nekega dne odpravili na koncert, sestri Anica in Mojca pa sta ostali sami doma. Mojca je želela prirediti zabaven večer. Z Anico naj bi gledali grozljivko, ki jima je bila sicer prepovedana, zraven pa jedli sladoled in čips, kljub temu, da jima je mama pripravila golaževo juho. Anica se ob gledanju grozljivke ni prav nič zabavala. Vedno bolj jo je bilo strah, za nameček je zmanjkalo še elektrike. To je prestrašilo tudi Mojco. Nenadoma je zunaj močno zaropotalo in čeprav je luč zopet zasvetila, sta se dekleti tako prestrašili, da sta se skrili pod mizo. V tistem trenutku je Anica prvič začutila sestrsko vez, saj sta bili sami ter prepuščeni druga drugi. Pri vratih je odjeknil zvonec in Anica je zagledala moškega oblečenega v črno, s črno masko na glavi. Posumili sta na vlom, ter nemudoma poklicali policijo, medtem pa v strahu za svoje življenje druga drugi povedali, da se imata radi ter da sta veseli, da sta sestri. Policisti so ju pomirili, saj so kmalu videli da ni šlo za nič resnega. Ugotovili so, da je bila ˝mož v črnem˝ le senca Aničine babice, ki jo je skrbelo za svoji vnukinji. V tistem trenutku sta se vrnila tudi starša. Ko sta izvedela, kaj se je dogajalo med njuno odsotnostjo, se je mama razjezila na obe, še posebej na Mojco, saj od nje ni pričakovala, da bo počela stvari, ki so ji bile prepovedane. Anica se je postavila sestri v bran in povedala, da se je kljub vsemu ob njej počutila varno.

## Predstavitev glavnega literarnega lika
Že naslov knjige nam pove, da je glavna literarna oseba navihana, vztrajna, odločna ter predvsem trmasta Anica Pivnik. Stara je osem let in hodi v drugi razred. Živi s starši in starejšo sestro Mojco. Je zelo izvirna, domiselna in iznajdljiva. Mnogi pravijo, da sta si s sestro tako podobni, da človek ne bi mogel zgrešiti, da sta sestri, vendar Anica misli ravno nasprotno.

## Analiza knjige
Anica in grozovitež (2004) je sodobna otroška pravljica, namenjena otrokom od osmega do dvanajstega leta.
V zgodbi se prepletajo motivi prijateljstva, strahu, graditve odnosov, slabe samopodobe itd.
Knjiga je napisana z veliko dialogi.
Dogajalni prostor: Pri Anici doma.
Dogajalni čas: Sedanjost.
Zasnova zgodbe je opisovanje odnosa med Anico in njeno sestro Mojco ter odhod njunih staršev.
Zaplet se začne, ko se ob gledanju grozljivke v hiši začnejo dogajati čudne stvari, deklici pa sta vedno bolj prestrašeni.
Vrh se zgodi, ko Anica zagleda moškega s prikritim obrazom, oblečenega v črno. Obe sta prestrašeni, a druga drugi stojita ob strani.
Razplet zgodbe se zgodi, ko pridrvijo policisti, dekleti pa izvesta, da je bila  »mož v črnem« njuna babica.
Razsnova zgodbe je prihod staršev, odnos med sestrama pa se izboljša.